# Astana Open 2022
Astana Open 2022 byl profesionální tenisový turnaj hraný na mužském okruhu ATP Tour v Národním tenisovém centru na krytých dvorcích s tvrdým povrchem GreenSet. Třetí ročník Astana Open se konal mezi 3. až 9. říjnem 2022 v kazachstánské metropoli Astaně. Do kalendáře byl opět zařazen jako náhrada za zrušené podzimní turnaje v Číně kvůli koronavirové pandemii. Ženská polovina se již nekonala.
Turnaj dotovaný 2 054 825 dolary byl povýšen do kategorie ATP Tour 500. Nejvýše nasazeným singlistou se stal první hráč světa Carlos Alcaraz ze Španělska, kterého na úvod vyřadil David Goffin. Jako poslední přímý účastník do dvouhry nastoupil 49. tenista žebříčku, Fin Emil Ruusuvuori. V důsledku invaze Ruska na Ukrajinu na konci února 2022 řídící organizace tenisu ATP, WTA a ITF s grandslamy rozhodly, že ruští a běloruští tenisté mohli dále na okruzích startovat, ale do odvolání nikoli pod vlajkami Ruska a Běloruska.
Jubilejní devadesátý titul na okruhu ATP Tour vybojoval Srb Novak Djoković, který si zajistil účast na závěrečném Turnaji mistrů. Čtyřhru ovládli Chorvati Nikola Mektić a Mate Pavić, pro něž čtvrtá sezónní trofej znamenala čtrnáctý společný titul.

## Rozdělení bodů a finančních odměn

### Rozdělení bodů
| Soutěž  | Soutěž      | vítězové | finalisté | semifinalisté | čtvrtfinalisté | 16 v kole | 32 v kole | Q  | Q2 | Q1 |
| ------- | ----------- | -------- | --------- | ------------- | -------------- | --------- | --------- | -- | -- | -- |
| dvouhra | [ 9 ] [ 3 ] | 500      | 300       | 180           | 90             | 45        | 0         | 20 | 10 | 0  |
| čtyřhra | [ 10 ]      | 500      | 300       | 180           | 90             | 0         | —         | 45 | 25 | —  |

### Finanční odměny
| Soutěž                              | Soutěž      | vítězové  | finalisté | semifinalisté | čtvrtfinalisté | 16 v kole | 32 v kole | Q2      | Q1      |
| ----------------------------------- | ----------- | --------- | --------- | ------------- | -------------- | --------- | --------- | ------- | ------- |
| dvouhra                             | [ 3 ] [ 9 ] | 355 310 $ | 191 180 $ | 101 890 $     | 52 060 $       | 27 785 $  | 14 820 $  | 7 595 $ | 4 260 $ |
| čtyřhra                             | [ 10 ]      | 116 710 $ | 62 240 $  | 31 490 $      | 15 750 $       | 8 150 $   | —         | —       | —       |
| částka ve čtyřhře je uvedena na pár |             |           |           |               |                |           |           |         |         |

## Dvouhra

### Nasazení
| Stát                         | Hráč                  | ATP | Nasazení |
| ---------------------------- | --------------------- | --- | -------- |
| Španělsko                    | Carlos Alcaraz        | 1.  | 1.       |
|                              | Daniil Medveděv       | 4.  | 2.       |
| Řecko                        | Stefanos Tsitsipas    | 6.  | 3.       |
| Srbsko                       | Novak Djoković        | 7.  | 4.       |
|                              | Andrej Rubljov        | 9.  | 5.       |
| Itálie                       | Jannik Sinner         | 10. | 6.       |
| Polsko                       | Hubert Hurkacz        | 11. | 7.       |
| Kanada                       | Félix Auger-Aliassime | 13. | 8.       |
| Chorvatsko                   | Marin Čilić           | 16. | 9.       |
| Žebříček ATP k 26. září 2022 |                       |     |          |

### Jiné formy účasti
Následující hráči obdrželi divokou kartu do hlavní soutěže:
- Novak Djoković
- Michail Kukuškin
- Stan Wawrinka
- Bejbit Žukajev

Následující hráči obdržel ke startu zvláštní výjimku:
- Marc-Andrea Hüsler

Následující hráči postoupili z kvalifikace:
- Laslo Djere
- Luca Nardi
- Alexandr Ševčenko
- Čang Č’-čen

Následující hráči postoupili z kvalifikace jako šťastní poražení:
- David Goffin
- Pavel Kotov

#### Odhlášení
před zahájením turnaje
- Nikoloz Basilašvili → nahradil jej  Albert Ramos-Viñolas
- Grigor Dimitrov → nahradil jej  Adrian Mannarino
- Gaël Monfils → nahradil jej  Oscar Otte
- Lorenzo Musetti → nahradil jej  Emil Ruusuvuori
- Holger Rune → nahradil jej  David Goffin
- Diego Schwartzman → nahradil jej  Alexandr Bublik
- Jannik Sinner → nahradil jej   Pavel Kotov
- Lorenzo Sonego → nahradil jej  Tallon Griekspoor

## Čtyřhra

### Nasazení
| Stát                                                                                  | Hráč              | Stát        | Hráč             | ATP | Nasazení |
| ------------------------------------------------------------------------------------- | ----------------- | ----------- | ---------------- | --- | -------- |
| Německo                                                                               | Tim Pütz          | Nový Zéland | Michael Venus    | 15. | 1.       |
| Chorvatsko                                                                            | Nikola Mektić     | Chorvatsko  | Mate Pavić       | 19. | 2.       |
| Španělsko                                                                             | Marcel Granollers | Argentina   | Horacio Zeballos | 23. | 3.       |
| Spojené království                                                                    | Lloyd Glasspool   | Finsko      | Harri Heliövaara | 34. | 4.       |
| Žebříček ATP k 26. září 2022; číslo je součtem žebříčkového postavení obou členů páru |                   |             |                  |     |          |

### Jiné formy účasti
Následující páry obdržely divokou kartu do hlavní soutěže:
- Alexandr Bublik /  Bejbit Žukajev
- Grigorij Lomakin /  Denis Jevsejev

Následující pár postoupil z kvalifikace: 
- Diego Hidalgo /  Cristian Rodríguez

### Odhlášení
před zahájením turnaje
- Marcelo Arévalo /  Jean-Julien Rojer → nahradili je  Francisco Cerúndolo /  Andrés Molteni
- Juan Sebastián Cabal /  Robert Farah → nahradili je  Adrian Mannarino /  Fabrice Martin
- Wesley Koolhof /  Neal Skupski → nahradili je  Andrej Golubjev /  Oleksandr Nedověsov
- Rajeev Ram /  Joe Salisbury → nahradili je  Kevin Krawietz /  Andreas Mies

## Přehled finále

### Mužská dvouhra
- Novak Djoković vs.  Stefanos Tsitsipas, 6–3, 6–4

### Mužská čtyřhra
- Nikola Mektić /  Mate Pavić vs.  Adrian Mannarino /  Fabrice Martin, 6–4, 6–2